# Umbral de extinción
El umbral de extinción es un término utilizado en biología de la conservación para explicar el punto en el que una especie, población o metapoblación experimenta un cambio abrupto en la densidad o el número debido a un parámetro importante, como la pérdida de hábitat. Es en este valor crítico por debajo del cual se extinguirá, aunque esto puede llevar mucho tiempo para las especies justo por debajo del valor crítico, un fenómeno conocido como deuda de extinción.
Los umbrales de extinción son importantes para los biólogos de la conservación cuando estudian una especie en un contexto de población o metapoblación porque la tasa de colonización debe ser mayor que la tasa de extinción; de lo contrario, toda la entidad se extinguirá una vez que alcance el umbral.
Los umbrales de extinción se alcanzan en una serie de circunstancias y el objetivo de modelarlos es definir las condiciones que llevan a una población a la extinción. Modelar los umbrales de extinción puede explicar la relación entre el umbral de extinción y la pérdida y fragmentación del hábitat.

## Modelos matemáticos
Los modelos tipo de metapoblación se utilizan para predecir los umbrales de extinción. El modelo clásico de metapoblación es el modelo de Levins, que es el modelo de dinámica de metapoblación establecido por Richard Levins en la década de 1960. Se utilizó para evaluar la ocupación de parches en una gran red de parches. Este modelo fue ampliado en la década de 1980 por Russell Lande para incluir la ocupación del hábitat. Este modelo matemático se utiliza para inferir los valores de extinción y densidades de población importante. Estos modelos matemáticos se utilizan principalmente para estudiar los umbrales de extinción debido a la dificultad para comprender los procesos de extinción a través de métodos empíricos y la falta actual de investigación sobre este tema. Al determinar un umbral de extinción, hay dos tipos de modelos que se pueden utilizar: modelos de metapoblación deterministas y estocásticos.

### Deterministas
Los modelos deterministas de metapoblación asumen que hay un número infinito de parches de hábitat disponibles y predicen que la metapoblación se extinguirá solo si no se alcanza el umbral.
dp / dt = chp (1-p) -ep
Donde p = parches ocupados, e = tasa de extinción, c = tasa de colonización y h = cantidad de hábitat.
Una especie persistirá solo si h> δ
donde δ = e / c
δ = parámetro de la especie, o el éxito de una especie en la colonización de un parche.

### Estocásticos
Los modelos de metapoblación estocástica tienen en cuenta la estocasticidad, que son los procesos no deterministas o aleatorios de la naturaleza. Con este enfoque, una metapoblación puede estar por encima del umbral si se determina que es poco probable que se extinga dentro de un cierto período de tiempo.
La naturaleza compleja de estos modelos puede resultar en una pequeña metapoblación que se considera que está por encima del umbral de extinción determinista, pero que en realidad tiene un alto riesgo de extinción.

## Otros factores
Cuando se utilizan modelos de tipo metapoblación para predecir los umbrales de extinción, hay una serie de factores que pueden afectar los resultados de un modelo. Primero, incluir modelos más complicados, en lugar de depender únicamente del modelo de Levins, produce diferentes dinámicas. Por ejemplo, en un artículo publicado en 2004, Otso Ovaskainen e Ilkka Hanski explicaron con un ejemplo empírico que cuando se incluyeron factores como el efecto Allee o el efecto Rescue en la modelización del umbral de extinción, se produjeron extinciones inesperadas en un elevado número de especies. Un modelo más complejo produjo resultados diferentes, y al practicar la biología de la conservación, esto puede agregar más confusión a los esfuerzos para salvar a una especie del umbral de extinción. La dinámica transitoria, que son efectos sobre el umbral de extinción debido a la inestabilidad en la metapoblación o en las condiciones ambientales, también es un actor importante en los resultados del modelado. Los paisajes que recientemente han sufrido la pérdida y fragmentación de hábitat pueden ser menos capaces de sostener una metapoblación de lo que se entendía anteriormente sin considerar las dinámicas transitorias. Finalmente, la estocasticidad ambiental, que puede estar correlacionada espacialmente, puede conducir a fluctuaciones estocásticas regionales amplificadas y, por lo tanto, afectar en gran medida el riesgo de extinción.